# Ico de Tarento
Ico de Tarento (en griego antiguo: Ἴκκος, romanizado: Ikkos) fue un atleta olímpico de la Magna Grecia, hijo de Nicolaidas y natural de Tarento. Fue un pentatleta que venció en los LXXVII Juegos Olímpicos (472 a. C.). Se le considera el padre de la dieta atlética. Se preparaba físicamente antes de competir según los conceptos ético-religiosos pitagóricos de abstención de relaciones sexuales y de una dieta frugal especialmente preparada. También enseñó estos principios. Pausanias lo califica como el mejor entrenador de su época. Platón también lo menciona con gran elogio. Jámblico dice que era pitagórico. Según Temistio, Platón lo consideraba sofista.